# Ostatnie ostrzeżenie
Ostatnie ostrzeżenie (ang. The Last Warning) – amerykański film niemy z 1929 roku. Ekranizacja powieści Wadswortha Campa  oraz sztuki Thomas F. Fallona.

## Główne role
- Laura La Plante
- Montagu Love – Arthur McHugh
- Roy D'Arcy – Harvey Carleton
- Margaret Livingston – Evalynda Hendon
- John Boles – Richard Quayle
- Burr McIntosh – Josiah Bunce
- Mack Swain – Robert
- Bert Roach – Mike Brody